# 加藤泰男
加藤 泰男（かとう やすお、1926年 - 2014年）は、日本の経済学者。経済学博士。明治大学名誉教授。専門は理論経済学。イギリスの経済学者ジョーン・ロビンソンが1933年に著した『不完全競争の経済学』の日本版訳者として知られる。群馬県出身。

## 経歴
明治大学政治経済学部経済学科卒。のち同大学教授となる。1970年、『戦後日本の「高度成長」と循環』で経済学博士（明治大学）の学位を取得。
大学では経済学、経済変動論を担当した。

## 著書
単著
- 『現代資本主義と産業循環』青木書店、1961。
- 『戦後日本の「高度成長」と循環』未来社、1967。
- 『戦後日本資本主義の循環と恐慌』汐文社、1974。
- 『現代日本経済の軌跡―景気循環の視点から』八朔社、1994。

共著
- （池田一新、清水川繁雄、三神俊信）『経済学概論』青林書院新社、1964。

訳著
- （ジョーン・ロビンソン）『不完全競争の経済学 (現代経済学名著選集〈第1〉) 』文雅堂書店、1957・文雅堂銀行研究社、2000。